# Giovanni Battista Monte
Giovanni Battista Monte, o anche Gian Battista da Monte o, in latino, Johannes Baptista Montanus (Verona, 1489 – Padova, 6 maggio 1551), è stato un medico e umanista italiano.
Montano promosse il revival dell'antica medicina greca, revisionando l'opera di Galeno e i testi di medicina islamica di Rhazes e di Avicenna. Egli stesso fu redattore di testi di medicina e veniva indicato come il secondo Galeno.

## Biografia
Giovanni Battista Monte nacque a Verona e divenne amico del pioniere dell'anatomia Andrea Vesalio.
Egli introdusse l'esame autoptico come mezzo per acquisire le conoscenze anatomiche e fondò il primo "teatro anatomico" permanente, ove Gabriele Falloppio, Andrea Vesalio, Girolamo Fabrizio ed altri portarono a compimento i loro studi.
Egli divenne professore di pratica medica presso l'Università di Ferrara e dal 1539 presso quella di Padova. La sua grande innovazione fu quella d'introdurre la medicina clinica nel curriculum degli studenti di medicina, come mezzo per integrare teoria e pratica medica. Egli era solito tenere le sue lezioni cliniche in presenza dei pazienti presso l'Ospedale San Francesco di Padova.
Tra i suoi studenti vi furono John Caius, uno dei più eminenti medici inglesi del XVI secolo e medico di corte di Edoardo VI, il polacco Valentinus Lublinus, che fu uno dei suoi molti studenti che attirarono l'attenzione sui suoi metodi pubblicandone le lezioni e le annotazioni dopo la sua morte, e il tedesco Giovanni Crato von Krafftheim.
Nel 1545 contribuì a fondare il primo orto botanico a Padova.

## Opere
- De excrementis
- In primam Fen Libri primi Canonis Auicennae explanatio, Venezia, Baldassarre Costantini, 1554.

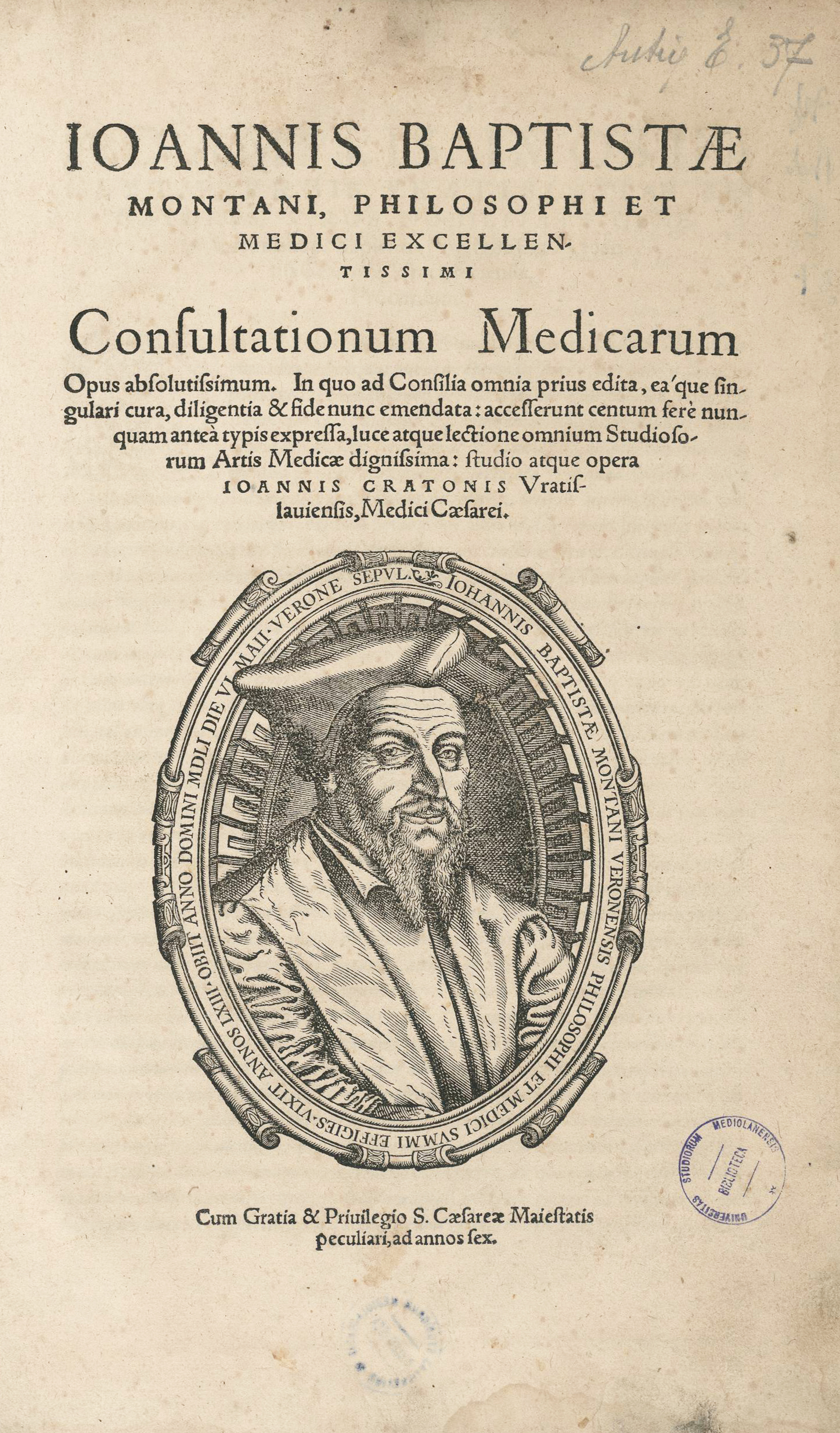
Consultationum Medicarum, 1565

- In primam Fen libri primi Canonis Auicennae explanatio. à Valentino Lublino Polono collecta. - Venetiis : apud Baltassarem Constantinum ad signum diui Georgii; 1554
- Expectatissimae in primam & secundam partem Aphorismorum Hippocratis lectiones, summa cura collectae: exactissimaque diligentia recognitae. - Venetiis : apud Balthassarem Constantinum ad signum diui Georgii; 1555
- De uterinis affectibus. 1556
- In nonum librum Muhammad ibn Zakariya ar-Razi ad R[egem] Almansorem lectiones restitutae a Ioanne Cratone. Basel 1562
- Consultationum Medicarum, Basel, 1565.
- Medicina universa, tre volumi compilati dalle sue lezioni e note. Francoforte sul Meno, 1587